# 諾爾鎮區 (明尼蘇達州艾塔斯卡縣)
諾爾鎮區（英語：Nore Township）是位於美國明尼蘇達州艾塔斯卡縣的一個行政鎮區。

## 地方資料
諾爾鎮區的面積為94.51平方千米，當中陸地面積為94.12平方千米，而水域面積為0.39平方千米。根據2020年美國人口普查的數據，當地共有人口66人，而人口密度為每平方千米0.7人。